# Rancho Mirage Classic 1979
Il Rancho Mirage Classic 1979 è stato un torneo di tennis giocato sul cemento. È stata la 6ª edizione del Torneo di Indian Wells e faceva parte del Colgate-Palmolive Grand Prix 1979. Il torneo si è giocato al Mission Hills Country Club di Rancho Mirage, nei pressi di Palm Springs in California, dal 12 al 18 febbraio 1979.

## Campioni

### Singolare
Roscoe Tanner ha battuto in finale  Brian Gottfried con il punteggio di 6–4, 6–2.

### Doppio
Gene Mayer /  Sandy Mayer hanno battuto in finale  Cliff Drysdale /  Bruce Manson con il punteggio di 6–4, 7–6.